# Bisdom Toledo (Brazilië)
Het bisdom Toledo (Latijn: Dioecesis Toletana in Brasilia) is een rooms-katholiek bisdom met als zetel Toledo, in Brazilië. Het bisdom is suffragaan aan het aartsbisdom Cascavel.

## Geschiedenis
Het bisdom werd opgericht op 20 juni 1959, uit delen van de territoriale prelatuur Foz do Iguaçu, en was suffragaan aan het aartsbisdom Curitiba. Op 16 oktober 1979 veranderde het van kerkprovincie en werd suffragaan aan het nieuw verheven aartsbisdom Cascavel.

## Parochies
Het bisdom had in 2020 een oppervlakte van 8.000 km2 en telde 419.000 inwoners waarvan 88,4% rooms-katholiek was.

## Bisschoppen
- Armando Círio (14 mei 1960 - 5 mei 1978)
- Geraldo Majella Agnelo (14 mei 1978 - 4 oktober 1982)
- Lúcio Ignácio Baumgaertner (2 juli 1983 - 27 december 1995)
- Anuar Battisti (15 april 1998 - 29 september 2004)
- Francisco Carlos Bach (27 juli 2005 - 3 oktober 2012)
- João Carlos Seneme (26 juni 2013 - heden)

Cascavel (aartsbisdom) · Foz do Iguaçu · Palmas-Francisco Beltrão · Toledo